# Альберт-Лі (Міннесота)
Альберт-Лі (англ. Albert Lea) — місто (англ. city) в США, в окрузі Фріборн штату Міннесота. Населення — 18 492 особи (2020).

## Географія
Альберт-Лі розташований за координатами 43°39′15″ пн. ш. 93°21′51″ зх. д. / 43.65417° пн. ш. 93.36417° зх. д. (43.654293, -93.364148).  За даними Бюро перепису населення США в 2010 році місто мало площу 37,36 км², з яких 32,61 км² — суходіл та 4,75 км² — водойми.

### Клімат
| Клімат : Альберт-Лі     | Клімат : Альберт-Лі | Клімат : Альберт-Лі | Клімат : Альберт-Лі | Клімат : Альберт-Лі | Клімат : Альберт-Лі | Клімат : Альберт-Лі | Клімат : Альберт-Лі | Клімат : Альберт-Лі | Клімат : Альберт-Лі | Клімат : Альберт-Лі | Клімат : Альберт-Лі | Клімат : Альберт-Лі | Клімат : Альберт-Лі |
| Показник                | Січ.                | Лют.                | Бер.                | Квіт.               | Трав.               | Черв.               | Лип.                | Серп.               | Вер.                | Жовт.               | Лист.               | Груд.               | Рік                 |
| Абсолютний максимум, °C | 17                  | 16                  | 28                  | 34                  | 40                  | 40                  | 41                  | 38                  | 39                  | 32                  | 25                  | 17                  | 41                  |
| Середній максимум, °C   | −5                  | −2                  | 3                   | 13                  | 20                  | 25                  | 28                  | 27                  | 22                  | 16                  | 5                   | −2                  | 12,6                |
| Середня температура, °C | −10                 | −7                  | −1                  | 7                   | 14                  | 19                  | 22                  | 21                  | 16                  | 9                   | 0                   | −6                  | 7,1                 |
| Середній мінімум, °C    | −15                 | −13                 | −6                  | 2                   | 8                   | 13                  | 16                  | 15                  | 10                  | 3                   | −4                  | −11                 | 1,6                 |
| Абсолютний мінімум, °C  | −40                 | −35                 | −30                 | −15                 | −5                  | 1                   | 5                   | 1                   | −5                  | −21                 | −28                 | −32                 | −40                 |
| Норма опадів, мм        | 20                  | 20                  | 30                  | 60                  | 100                 | 110                 | 90                  | 90                  | 80                  | 40                  | 30                  | 20                  | 690                 |
| ----------------------- | ------------------- | ------------------- | ------------------- | ------------------- | ------------------- | ------------------- | ------------------- | ------------------- | ------------------- | ------------------- | ------------------- | ------------------- | ------------------- |
| Джерело:                |                     |                     |                     |                     |                     |                     |                     |                     |                     |                     |                     |                     |                     |

## Демографія
Згідно з переписом 2010 року, у місті мешкало 18 016 осіб у 7774 домогосподарствах у складі 4644 родин. Густота населення становила 482 особи/км².  Було 8410 помешкань (225/км²).
Расовий склад населення:
| - 90,0 % — білих - 1,1 % — чорних або афроамериканців - 1,1 % — азіатів - 0,3 % — корінних американців - 0,1 % — вихідців з тихоокеанських островів - 5,3 % — осіб інших рас |

До двох чи більше рас належало 2,1 %. Частка іспаномовних становила 13,2 % від усіх жителів.
За віковим діапазоном населення розподілялося таким чином: 21,5 % — особи молодші 18 років, 56,1 % — особи у віці 18—64 років, 22,4 % — особи у віці 65 років та старші. Медіана віку мешканця становила 44,0 року. На 100 осіб жіночої статі у місті припадало 93,5 чоловіків;  на 100 жінок у віці від 18 років та старших — 91,5 чоловіків також старших 18 років.
Середній дохід на одне домашнє господарство  становив 53 596 доларів США (медіана — 40 127), а середній дохід на одну сім'ю — 66 297 доларів (медіана — 53 272). Медіана доходів становила 40 697 доларів для чоловіків та 31 858 доларів для жінок. За межею бідності перебувало 16,2 % осіб, у тому числі 25,3 % дітей у віці до 18 років та 8,9 % осіб у віці 65 років та старших.
Цивільне працевлаштоване населення становило 8551 осіб. Основні галузі зайнятості: освіта, охорона здоров'я та соціальна допомога — 24,8 %, виробництво — 21,1 %, роздрібна торгівля — 13,9 %, мистецтво, розваги та відпочинок — 10,6 %.